# Plotînne, Bahciîsarai
Plotînne (în ucraineană Плотинне) este un sat în comuna Zelene din raionul Bahciîsarai, Republica Autonomă Crimeea, Ucraina.

## Demografie
Componența lingvistică a localității Plotînne
     Rusă (54,63%)
     Tătară crimeeană (32,16%)
     Ucraineană (9,99%)
     Alte limbi (0,15%)
Conform recensământului din 2001, majoritatea populației localității Plotînne era vorbitoare de rusă (54,63%), existând în minoritate și vorbitori de tătară crimeeană (32,16%) și ucraineană (9,99%).